# Trevor Zegras
Trevor Zegras (Bedford, Nueva York, 20 de marzo de 2001) es un jugador profesional estadounidense de hockey sobre hielo que se desempeña en la posición de centro en Anaheim Ducks, equipo de la National Hockey League (NHL).

## Carrera
Fue seleccionado en la primera ronda en la NHL Entry Draft de 2019. En 2020 hizo su debut profesional con el equipo Anaheim Ducks, donde lleva jugando cuatro temporadas.